# Cable de pares simétricos
Los cables de pares simétricos son utilizados en la transmisión de señales telefónicas y los distintos tipos, según la aplicación son:
- Cables de acometida
- Cables terminales
- Cables de distribución
- Cables de enlace
- Cables de interiores de abonado

Las partes fundamentales de un cable de par simétrico usados en las redes telefónicas públicas son:
- Conductor. Usualmente son de cobre obtenido por procedimientos electrolíticos y luego recocido.

El calibre del conductor es proporcional a la distancia a enlazar, siendo los calibres usuales en España 0,405, 0,51, 0,64 y 0,91 mm.
- Aislamiento: Salvo en los antiguos cables que era de papel, la capa de aislamiento es fabricada con un polímero para evitar la exposición del conductor al medio ambiente y que la señal se disperse. Las características importantes de la capa aislante son: 
  - Alta capacidad de aislamiento eléctrico
  - Excelente procesabilidad
  - Buenas propiedades mecánicas
  - Alta resistencia al envejecimiento térmico.
- Formación de pares y núcleo. El paso de pareado (longitud de la torsión) es diferente para reducir desequilibrios de capacidad y por tanto la diafonía entre pares, los pares a su vez se cablean entre sí para formar capas concéntricas. En algunos casos, los intersticios existentes entre los hilos se rellenan con petrolato (vaselina poco refinada), de forma que se evite la entrada de humedad, o incluso de agua, en caso de producirse alguna fisura en la cubierta del cable.
- Capa envolvente
- Pantalla
- Cubierta negra. Usualmente constituida de capas de aluminio y polietileno, la cubierta negra proporciona soporte mecánico al núcleo.